# Buffalo Bills 1977
La stagione 1977 dei Buffalo Bills è stata la ottava della franchigia nella National Football League, la 18ª complessiva. Con Jim Ringo come capo-allenatore la squadra ebbe un record di 3-11, classificandosi quarta nella AFC East Division e mancando l'accesso ai playoff per il terzo anno consecutivo.
L'attacco della squadra imposto la stagione sui passaggi del quarterback Joe Ferguson che guidò la lega in passaggi tentati e in yard passate ma anche in intercetti subiti. L'attacco fu il terzo peggiore della lega con 160 punti segnati.
Questa fu l'ultima stagione con i Bills di O.J. Simpson, che sarebbe stato scambiato con i San Francisco 49ers l'anno seguente. Il running back chiuse la sua ultima annata con la squadra con 557 yard corse su 126 tentativi.

## Roster
| Roster dei Buffalo Bills nel 1977 |
| --- |
| Quarterback - 12 Joe Ferguson - 14 Fred Besana - 17 Gary Marangi Running Back - 34 Jim Braxton FB - 47 Curtis Brown - 35 Mike Collier - 36 Mike Franckowiak - 25 Roland Hooks - 32 O.J. Simpson Wide Receiver - 81 Bob Chandler - 80 John Holland - 82 John Kimbrough - 89 Lou Piccone - 86 Leonard Willis Tight End - 88 Reuben Gant - 87 Paul Seymour Offensive Linemen - 60 Bill Adams G - 68 Joe DeLamielleure G - 70 Joe Devlin T - 78 Dave Foley T - 73 Ken Jones T - 67 Reggie McKenzie G - 61 Willie Parker C - 53 Connie Zelencik C Defensive Linemen - 85 Phil Dokes DT - 76 Bill Dunstan DT - 71 Mike Kadish DT - 72 John Little DT - 79 Greg Morton DE - 83 Sherman White DE - 77 Ben Williams DE Linebacker - 50 Greg Collins - 30 Bo Cornell - 52 Merv Krakau - 51 Dan Jilek - 56 Bob Nelson - 59 Shane Nelson - 54 Tom Ruud Defensive Back - 29 Mario Clark CB - 22 Steve Freeman FS - 43 Tony Greene SS - 28 Dwight Harrison CB - 24 Doug Jones SS - 46 Keith Moody CB - 26 Charles Romes CB Special Team - 7 Marv Bateman P - 5 Carson Long K |
| Legenda - I rookie sono in corsivo. - Il primo ruolo è il principale mentre gli eventuali successivi indicano i ruoli secondari. - (IR) sta per Injured Reserve ed indica la lista ristretta per un solo giocatore infortunato che può tornare ad allenarsi dopo la settimana 6 e a rientrare in prima squadra dopo che questa ha giocato 8 partite. - (NF-Inj.) / (NF-Ill.) stanno rispettivamente per Non-Football Injured e Non-Football Illness ed indicano le liste dove viene inserito un giocatore che ha un infortunio o una malattia non dipendente dal football americano. - (PUP) sta per Physically Unable to Perform ed indica la lista dove viene inserito un giocatore mentre è in attesa di recuperare la condizione fisica. Nella stagione regolare dopo la sesta partita giocata dalla propria squadra, il giocatore ha tempo tre settimane per riprendere ad allenarsi, più tre settimane aggiuntive dal suo rientro agli allenamenti per rientrare in prima squadra.                                                                       |

Fonte:

## Calendario
| Stagione regolare |                   |                         |           |          |
| Turno             | Data              | Avversario              | Risultato | Pubblico |
| 1                 | 18 settembre 1977 | Miami Dolphins          | S 13–0    | 76,097   |
| 2                 | 25 settembre 1977 | at Denver Broncos       | S 26–6    | 74,897   |
| 3                 | 2 ottobre 1977    | at Baltimore Colts      | S 17–14   | 49,247   |
| 4                 | 9 ottobre 1977    | New York Jets           | S 24–19   | 32,046   |
| 5                 | 16 ottobre 1977   | Atlanta Falcons         | V 3–0     | 27,348   |
| 6                 | 23 ottobre 1977   | Cleveland Browns        | S 27–16   | 60,905   |
| 7                 | 30 ottobre 1977   | at Seattle Seahawks     | S 56–17   | 61,180   |
| 8                 | 6 novembre 1977   | at New England Patriots | V 24–14   | 60,263   |
| 9                 | 13 novembre 1977  | Baltimore Colts         | S 31–13   | 39,444   |
| 10                | 20 novembre 1977  | New England Patriots    | S 20–7    | 27,598   |
| 11                | 28 novembre 1977  | at Oakland Raiders      | S 34–13   | 51,558   |
| 12                | 4 dicembre 1977   | Washington Redskins     | S 10–0    | 22,975   |
| 13                | 11 dicembre 1977  | at New York Jets        | V 14–10   | 31,929   |
| 14                | 17 dicembre 1977  | at Miami Dolphins       | S 31–14   | 39,626   |

## Classifiche
| AFC East             |    |    |   |      |     |      |     |     |     |
|                      | V  | S  | P | %    | DIV | CONF | PF  | PS  | STR |
| Baltimore Colts(2)   | 10 | 4  | 0 | .714 | 6–2 | 9–3  | 295 | 221 | V1  |
| Miami Dolphins       | 10 | 4  | 0 | .714 | 6–2 | 8–4  | 313 | 197 | V1  |
| New England Patriots | 9  | 5  | 0 | .643 | 4–4 | 7–5  | 278 | 217 | S1  |
| New York Jets        | 3  | 11 | 0 | .214 | 2–6 | 2–10 | 191 | 300 | S2  |
| Buffalo Bills        | 3  | 11 | 0 | .214 | 2–6 | 2–10 | 160 | 313 | S1  |